# Max Williams
Max Williams, né en 1938, est un ancien joueur et entraîneur américain de basket-ball. Il évolue au poste de meneur.